# 砕波
砕波（さいは、英語: breaking wave）とは、沖合いから浅海域に波が進入すると、波高が変化し、水深が波高に近づいた時点で、前方へとくずれる、運動が乱れに変化する現象。
砕波が起こる海岸に近い海域を砕波帯と呼ぶ。だいたい胸の高さよりも浅い。
砕波は海岸変形や漂砂に大きな影響を与えている。

## 砕波の種類
- 崩れ波型
- 巻波型砕波
- 巻寄せ波型砕波

## 起こる現象
- 運動量の損失
- 気泡や飛沫の発生
- 海水混合や海面のガスとの混合